# Paul Acquel
Jacques Paul Acquel, né le 14 juin 1825 à Besançon et mort le 29 mars 1882 à Paris (5e arrondissement), est un artiste peintre, pastelliste et dessinateur français.

## Biographie
Jacques Paul Acquel est né le 14 juin 1825 à Besançon, fils d'un rémouleur, Joseph Acquel, mort à Toulon en 1861, et de Jeannette Buffet, morte en 1871 au même domicile que son fils. Paul entre à l'école des Beaux-Arts le 7 octobre 1846. Élève de G. Staal et de Soulange Tessier, il expose aux Salons de 1848, 1866 et 1868.
Installé 71 rue Saint-Jacques à Paris, il est toujours recensé à cette adresse en 1879,.

## Œuvres
- Sainte Madeleine, d'après Murillo, dessin[2],[7]
- Portrait de jeune homme, pastel[2]
- Portrait de P.A... Tête de jeune homme, pastel[2]
- L'Ange gardien, pastel d'après le tableau de M. Decaisne[2]